# Hej Matematik (undervisningsmateriale)
|  | Hej Matematik er også navnet på en dansk popduo, se Hej Matematik (musikgruppe) |
Hej Matematik! er en serie matematikundervisningsmaterialer til brug i grundskolen, udgivet af Nyt Nordisk Forlag Arnold Busck. Hovedforfatter på serien var Rigmor Kisling-Møller. Serien bygger på et svensk manuskript af Matts Håstad, Leif Svensson og Curt Öreberg.
Hæfter i serien er oversat til grønlandsk og inuktitut.